# Dola (mitologia)
Dola – w mitologii słowiańskiej personifikacja losu i przeznaczenia, duch opiekuńczy sprawujący pieczę nad domem, dobytkiem i potomstwem, zapewniający szczęście i powodzenie. Była darem bogów, siłą daną przez nich człowiekowi do pokonywania trudności życiowych.
Zawiązanie doli następowało w chwili narodzin i towarzyszyła ona człowiekowi aż do śmierci, w znacznym stopniu determinując jego życie i osobowość. Każdy miał swoją indywidualną dolę, chociaż można było dziedziczyć ją po ojcu (przy czym jednak rodzeni bracia mieli różne dole). 
Dola była niewidoczna, czasem mogła się jednak objawić pod postacią kobiety lub mężczyzny, a także psa, kota lub myszy. Życzliwość Doli zapewniała powodzenie w życiu. Mogła nawet czuwać nad człowiekiem niedbałym i rozrzutnym, a z drugiej strony rujnować człowieka ostrożnego i zapobiegliwego. Przypuszczalnie obok Doli występował także jej negatywny wariant (pojęcie niedoli). Przychylność Doli (odwrócenie jej kierunku w przypadku niedoli) można było zapewnić sobie ofiarną wieczerzą.